# Гомельский дворцово-парковый ансамбль
Гомельский дворцово-парковый ансамбль (бел. Гомельскі палацава-паркавы ансамбль) — памятник природы республиканского значения, памятник архитектуры Гомеля 2-й половины XVIII — середины XIX веков, комплекс памятников природы, истории и архитектуры. Протянулся на 800 м вдоль правого (высокого) берега реки Сож.

## Ансамбль
В состав Гомельского дворцово-паркового ансамбля входят:

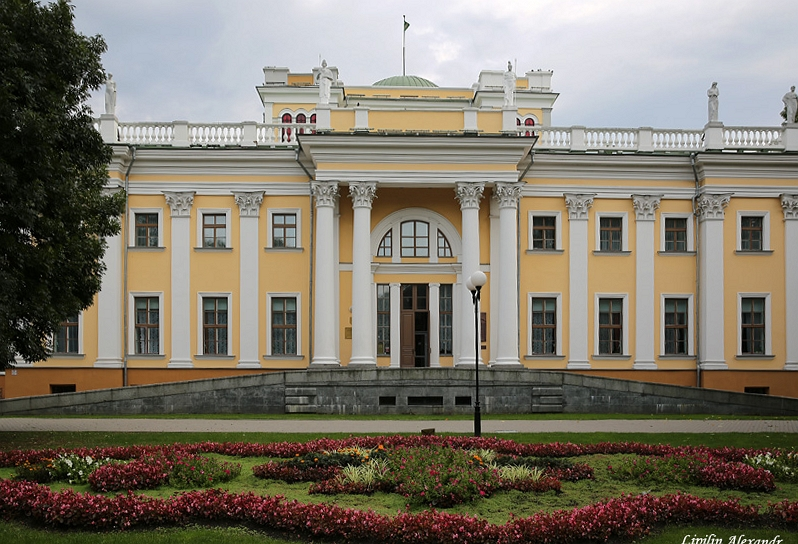
Дворец Румянцевых-Паскевичей

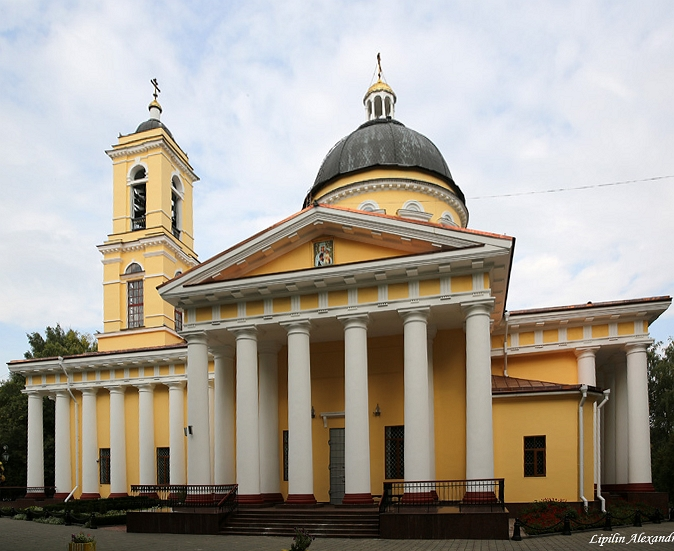
Петропавловский собор

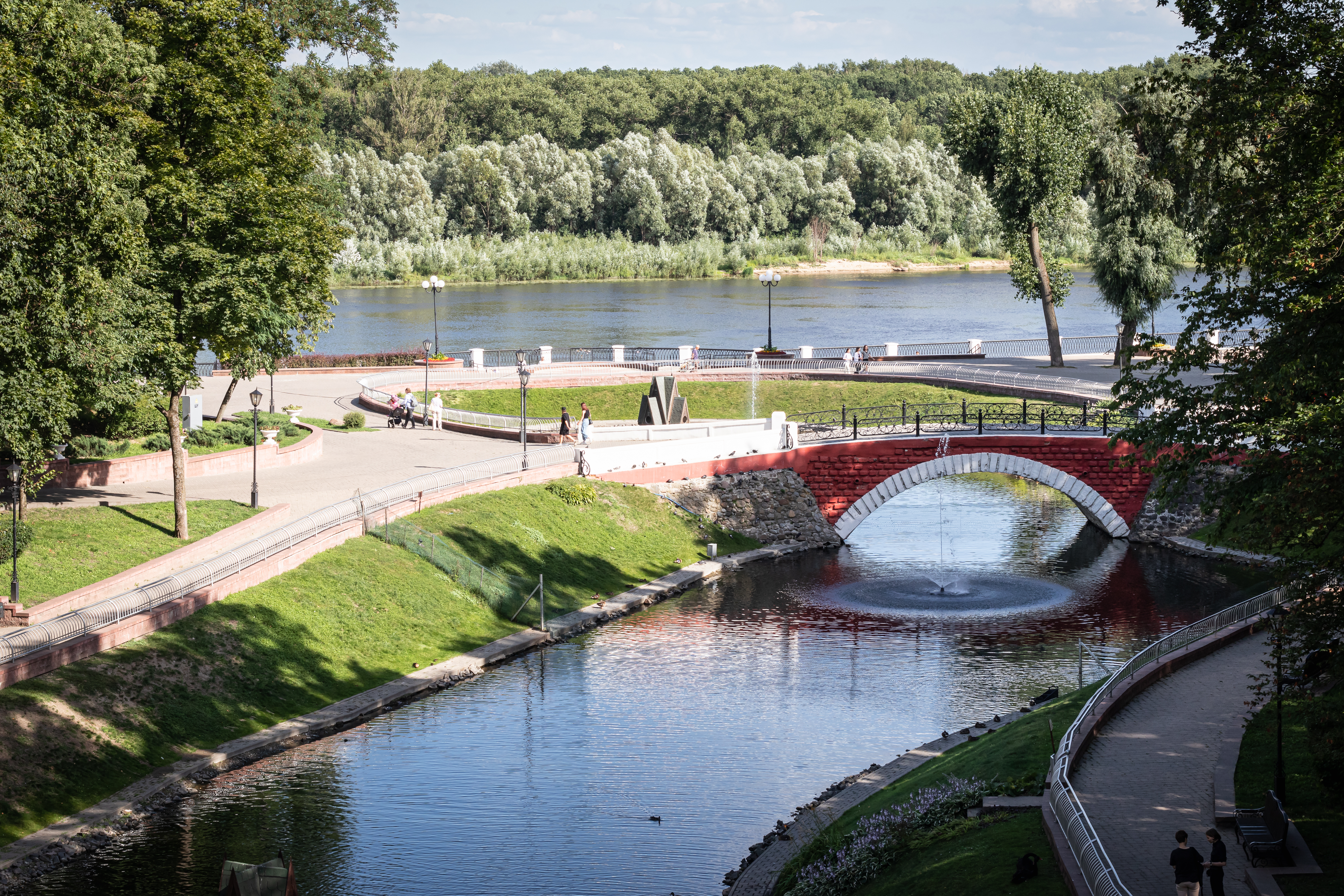
Мостик через Лебяжий пруд

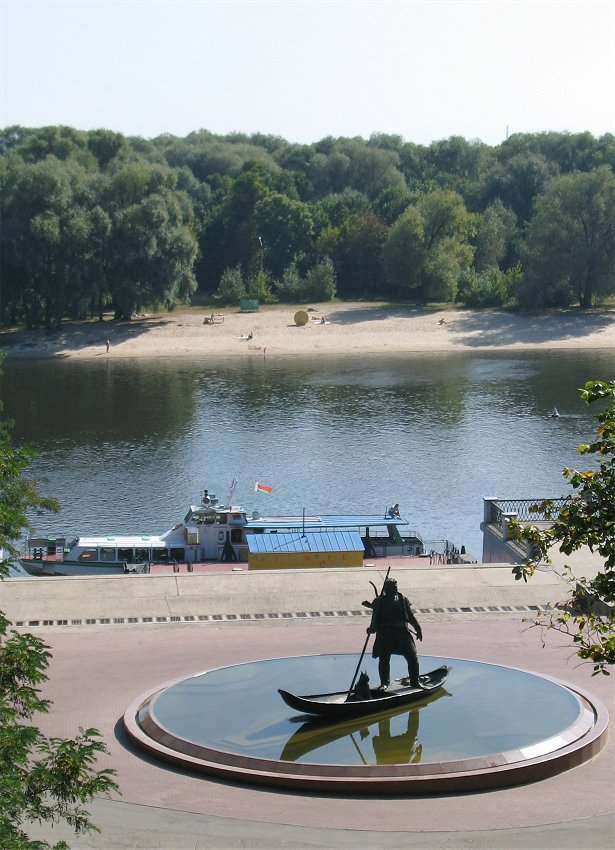
Скульптурная композиция «Лодочник»

- Городище древнего и средневекового Гомеля X—XVIII вв. с сохранившимися элементами естественного и исторического ландшафта (I категория);
- Дворец Румянцевых и Паскевичей XVIII—XIX вв. (I категория);
- Парк XIX в. (I категория);
- Собор святых Петра и Павла начала XIX в. (I категория);
- Часовня-усыпальница семьи Паскевичей второй половины XIX в. (I категория);
- Зимний сад с башней обозрения — бывший сахарный завод XIX в. (II категория);
- Комплекс хозяйственных построек XIX в. на территории парка, включающих административное здание (III категория);
- Прилегающая заречная парковая зона с её естественной средой;
- Планировочная структура центральной части города с исторической трассировкой улиц и памятниками архитектуры XVIII — начала XX в.

Центральным звеном комплекса является парк площадью 34 гектара. На территории парка насчитывается около 5 тысяч деревьев. В основном произрастает липа, акация, берёза, каштан, ясень, клён остролистный и др. Имеется более 30 видов экзотов: гинкго билоба, яблоня Недзвецкого, сосна чёрная, дуб гребенчатый, бархат амурский, лиственница и др. Современный вид парк приобрёл при царском Польском наместнике И. Ф. Паскевиче. Руководил работами по разбивке парка польский архитектор Адам Идзковский. Парк разделён Лебяжьим прудом на две части — северную (где находится дворец Румянцевых-Паскевичей, Собор св. Петра и Павла, часовня-усыпальница Паскевичей, памятник Н. П. Румянцеву) и южную (где располагается парк аттракционов, Зимний сад, смотровая башня, являющаяся бывшей трубой сахарного завода).
Композиционным центром ансамбля является построенный в стиле классицизма дворец, который воплотил в художественной форме дух екатерининской эпохи.
Часовня-усыпальница семьи Паскевич была создана в русском стиле в 1889 году по проекту архитектора Е. И. Червинского при участии художника С. Садикова. По проекту английского архитектора Джорджа Кларка в 1809—1824 году недалеко от дворца возведён Петропавловский собор, ныне являющийся кафедральным собором Гомельско-Жлобинской епархии Русской православной церкви.
На Киевском спуске Гомельского парка расположена бронзовая скульптурная композиция «Лодочник» в виде человека, стоящего в лодке, рядом с которым сидит рысь. Эта скульптура символизирует первого человека-гомельчанина, приплывшего в эти места.

## Награды
- Специальная премия Президента Республики Беларусь деятелям культуры и искусства (30 декабря 2022 года) — за большой вклад в развитие музейного дела, реализацию выставочных проектов по сохранению исторической памяти белорусского народа[3].
- Премия «За духовное Возрождение» (31 декабря 2007 года) — за активную подвижническую деятельность в гуманитарной области, направленную на развитие прогрессивных художественно-нравственных традиций, способствующих установлению духовных ценностей, идей дружбы и братства между людьми разных национальностей и вероисповеданий[4].
- Почётная грамота Совета Министров Республики Беларусь (4 ноября 2019 года) — за многолетнюю плодотворную деятельность, значимый вклад в сохранение и популяризацию национального наследия[5].
- Дипломант XXI Республиканского туристического конкурса «Познай Беларусь» в номинации «Музей года» — подноминация «Республиканские/областные (включая минские городские) музеи» (15 декабря 2023 года)[6].